# Lenore Kight
Lenore Kight, née le 26 septembre 1911 à Frostburg et morte le 9 février 2000 à Cincinnati, est une nageuse américaine, spécialiste des courses de nage libre.

## Carrière
Lenore Kight fait partie de la délégation américaine présente aux Jeux olympiques de 1932 ; elle  remporte la médaille d'argent sur 400 mètres nage libre. Elle est médaillée de bronze sur la même distance quatre ans plus tard aux Jeux olympiques de Berlin.
Elle intègre l'International Swimming Hall of Fame en 1981.